# Pāvels Kovaļovs
Pavels Kovalovs, né le 17 octobre 1990 et mort le 5 avril 2015 à Lēdmanes pagasts en Lettonie, est un athlète letton spécialiste du triple saut.

## Palmarès

### Championnats d'Europe junior d'athlétisme
- Championnats d'Europe junior d'athlétisme 2009 à Novi Sad,  Serbie
  -  Médaille de bronze du triple saut